# ERENET
ERENET (akronim engl. Enterpreneurship Research and Education NETwork – Mreža istraživača i nastavnog osoblja srednjeeuropskih sveučilišta usmjerena na područje poduzetništva) usmjeren je na razvijanje i primjenu novih istraživačkih ili nastavnih sadržaja (kurikul, metode, pristupi) namijenjenih objašnjenju ili poticanju poduzetništva u kontekstu visokoškolskih institucija srednje i istočne Europe. Mreža je zasnovana na principima otvorenog pristupa, suradnje i partnerskih odnosa između članova mreže.

## Povijest ERENET-a
ERENET je utemeljen 2005. g na inicijativnu Pétera Szirmaija, iznesenu i prihvaćenu tijekom stručnog zasjedanja na temu "Principi dobre prakse u upravljanju malim i srednjim poduzećima” koje je organizirao u travnju 2004. pod pokroviteljstvom United Nations Economic Commission for Europe. Mrežu koordinira i moderira Antal Szabó. Trenutačno, ERENET uključuje 170 akademskih članova iz 41 zemlje.

## Ciljevi ERENET-a i temeljne aktivnosti
Osnovni je cilj Ereneta stvaranje međunarodne mreže znanstvenika, te suradnja svih dionika visokog obrazovanja na pitanjima istraživanja ili poučavanja poduzetništva. U svrhu ispunjenja ovog cilja mreža poduzima sljedeće aktivnosti:
- Razmjena informacija te uvid u različite kurikule ili istraživačka područja relevantna za poduzetništvo.
- Razrada i implementacija zajedničkih istraživačkih projekata.[1][2]
- Prepoznavanje primjera dobre prakse u području poduzetničkog obrazovanja, razrada novih silabusa i kurikula poduzetničkog obrazovanja.[3]
- Kreiranje preporuka za nositelje nacionalnih politika vezanih uz poduzetništvo ili sektor malih i srednjih poduzeća (MSP), posebno u području srednje i istočne Europe, zemalja crnomorskog slijeva, te jugoistočne Europe.[4]
- Organizacija konferencija, radionica, seminara u području poduzetništva i sektora MSP, kao što je Organization of the Black Sea Economic Cooperation[5] u suradnji s Konrad Adenauer Foundation, te European Council of Small Business and Entrepreneurship (ECSB),[6] itd.
- Promocija mobilnosti nastavnika, istraživača i potencijalno studenata među partnerskim institucijama.
- Pokretanje internetskog izdavaštva te objavljivanje elektronskog časopisa ERENET Profile[7] koji izlazi tromjesečno. Časopis Library of Congress referira kao vrijedan izvor pouzdanih informacija o razvoju poduzetništva u području istočne i jugoistočne Europe.

## Pravni status
Prema načelim međunarodne prakse, ERENET je međunarodna neregistrirana neprofitna i nevladina udruga. Članovi sudjeluju u realizaciji pojedinih projekata, podupiru se međusobno u organizaciji poduzetničkih događanja, te pridonose svojim istraživačkim rezultatima ili publikacijama izgradnji intelektualnog kapitala vezanog za poduzetništvo. Međunarodnu mrežu koordinira Sekretarijat i znanstveni direktor koji imaju sjedište pri Centru za razvoj malog poduzetništva na sveučilištu Corvinus University u Budimpešti. Izvršna uloga moderiranja i vođenja aktivnosti ERENET-a povjerena je znanstvenom voditelju ERENET-a dr.sc. Antalu Szabi, umirovljenom područnom savjetniku UN za poduzetništvo i mala poduzeća. Godine 2009. Institut ekonomskih nauka iz Beograda (Institute for Economic Sciences, Belgrade) utemeljilo je Ured ERENET-a za područje jugoistočne Europe.
Plenarni skupovi koji se u obliku godišnjih skupština odvijaju jednom godišnje, otvoreni su za sve članove mreže. Izvršni odbor ERENET-a sastavljen je od članova međunarodnog uređivačkog odbora časopisa ERENET Profile. Članstvo u mreži je dobrovoljno, te nije uvjetovano članskom pristojbom, što značajno doprinosi povećanju broja članova iz područja srednje i jugoistočne Europe.

## Dodatne informacije
- Osnivačka deklaracija ERENET mreže. http://www.erenet.org/foundation_declaration.htm  Arhivirana inačica izvorne stranice od 18. rujna 2011. (Wayback Machine)
- Small and Medium-sized Enterprises in the Caucasian Countries in Transition. UNECE, Geneva, 2006 by Antal Szabó.
- Strategies for the Development of Entrepreneurship and the SME Sector in the Black Sea Economic Cooperation Region. Konrad-Adenauer-Stiftung. Istanbul, November 2007.
- Zsuzsanna Katalin Szabó, Antal Szabó, Comparative Study on Entrepreneurship Education. National Case Studies. Kosice (Slovakia), 2009.
- Antal Szabó (ed.), Emerging entrepreneurship and the policy development in the BSEC after the economic crises. Konrad-Adenauer-Stiftung. Ankara, 2012, ISBN 978-975-7968-99-3.

## Vanjske poveznice
- Službena stranica ERENET-a
- ERENET u Mađarskoj  Arhivirana inačica izvorne stranice od 26. ožujka 2012. (Wayback Machine)